# ユルゲンソン (出版社)

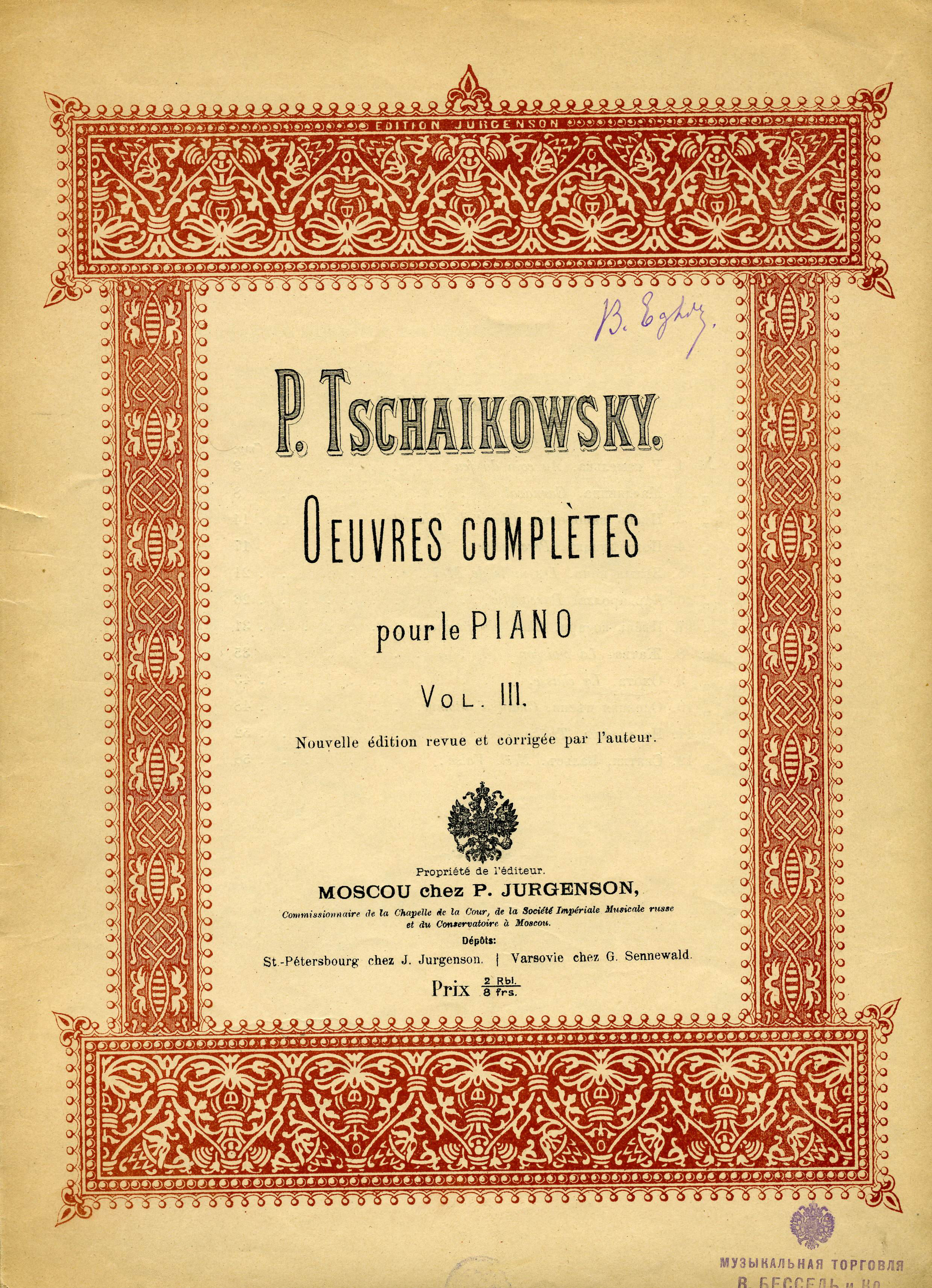
チャイコフスキーの死後に刊行された『ピアノ全曲集』の第3巻。他社で発表され作品番号が衝突する『四季』を収録しており、（「作曲者による監修・訂正の新版」）を謳っている。

ユルゲンソンまたはP.ユルゲンソン（露: П. Юргенсон、ロシア語ラテン翻字: P. Jurgenson）は、20世紀初期にロシア最大だったクラシック音楽の楽譜の出版社。

## 沿革
1861年に最初の形態が設立されたユルゲンソンは、その後1918年に他のロシアの音楽出版社とともに国が運営する音楽出版独占会社に吸収された時代を経て、下記の4つの時代のうしろの3つを生き延びてきた。
- 貴族時代　（おおまかに1825年から1861年）
- 中産階級時代またはブルジョア-民主主義時代　（およそ1861年から1895年） ユルゲンソン創設
- プロレタリア時代 （1895年から1991年）
- ポスト・ソビエト時代 （1991年から現在）

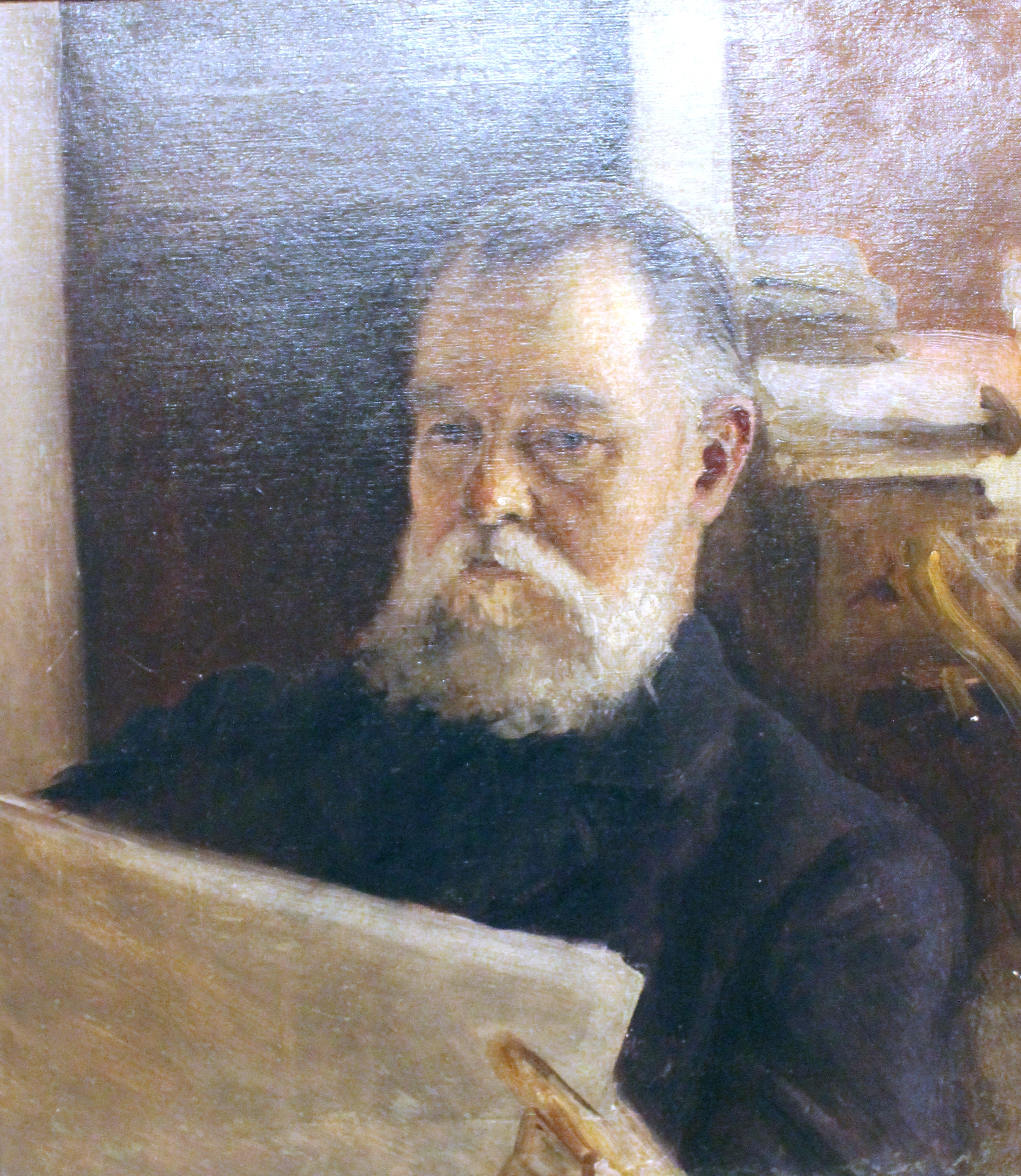
ピョートル・ユルゲンソン

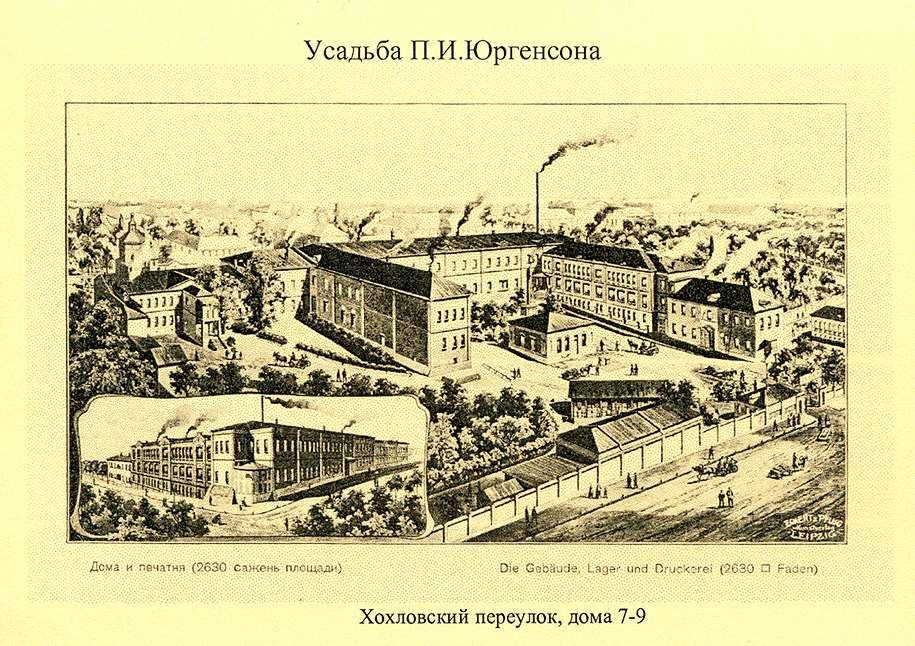
1910年の社屋

### 元来のユルゲンソン

#### 創業と成長

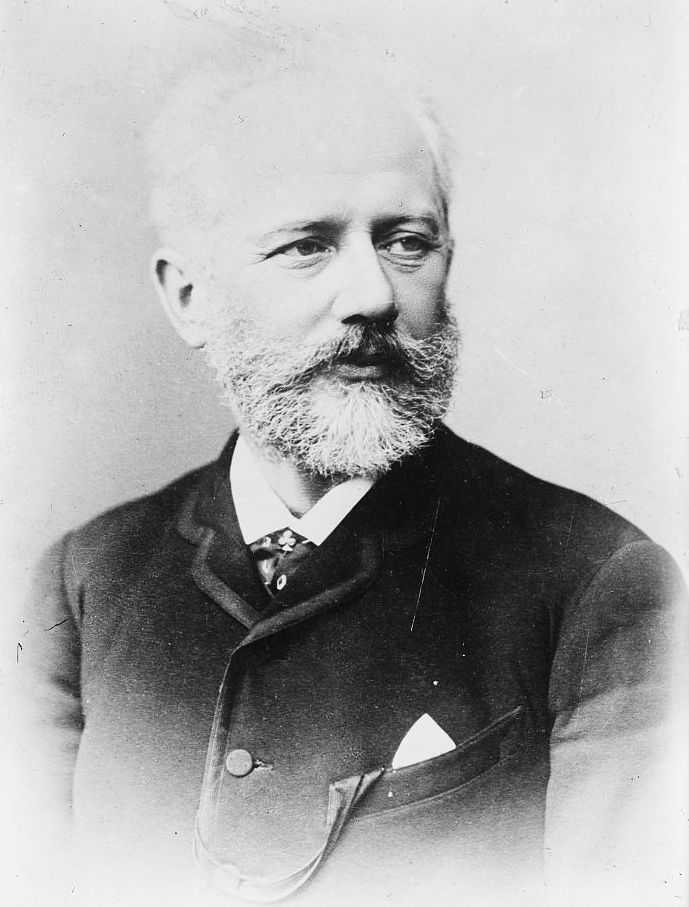
チャイコフスキー

エストニア生まれのピョートル・イヴァノヴィチ・ユルゲンソン（1836年-1904年）がユルゲンソンを設立したのは1861年のことで、その陰にはピアニスト、指揮者、モスクワ音楽院設立者でアントン・ルビンシテインを兄に持つニコライ・ルビンシテインの助言があった。ピョートル・ユルゲンソンが死去すると彼の息子のボリス・ペトロヴィチ・ユルゲンソン（1868年-1935年）とグリゴリー・ペトロヴィチ・ユルゲンソン（1872年-1936年）が会社を引き継ぎ、ボリスが新社長に就任した。1861年から1918年までは、ユルゲンソンはロシアの民間企業であった。
1867年に印刷所を操業した際には、エングレービングや金属顕微鏡を扱う技術者がロシア国内で確保できず、全てをドイツ人の職人に頼っていたが、同時に若いロシア人を雇用して技術移転を進めた結果、1878年には楽譜浄書を行う15人の職人全てがロシア人になった。やがて、ユルゲンソンの高い技術力と精緻な模様はヨーロッパでも評判となってイギリス・ドイツ・フランスからも注文を受けるようになり、20世紀初頭には96人の従業員を抱えて、うち20人の職人が毎年8,000枚の版面を仕上げ、年間にリトグラフで1000万枚、活版印刷で400万枚を刷るまでに成長した。
この時期のロシアの楽譜は豪華絢爛な図案を特徴とする。表紙や標題紙には幕のような装飾があり、明るく色彩豊かである。

楽譜の標題紙
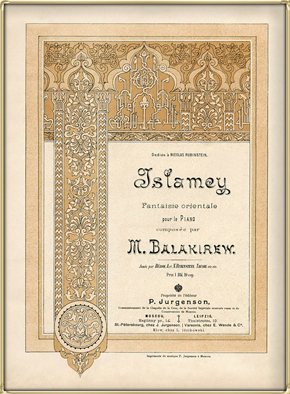
「イスラメイ」 バラキレフ Op.18 初版
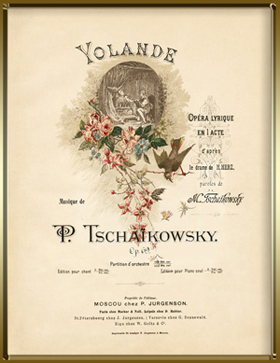
「イオランタ」 チャイコフスキー Op.69
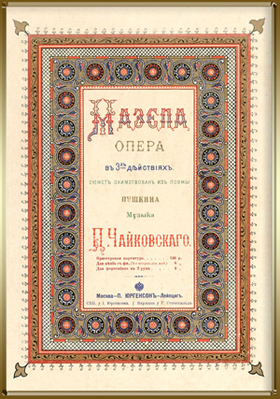
「マゼッパ 」チャイコフスキー 1899?
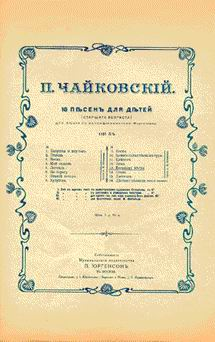
「子供のための16の歌」チャイコフスキー Op.54 1890年代
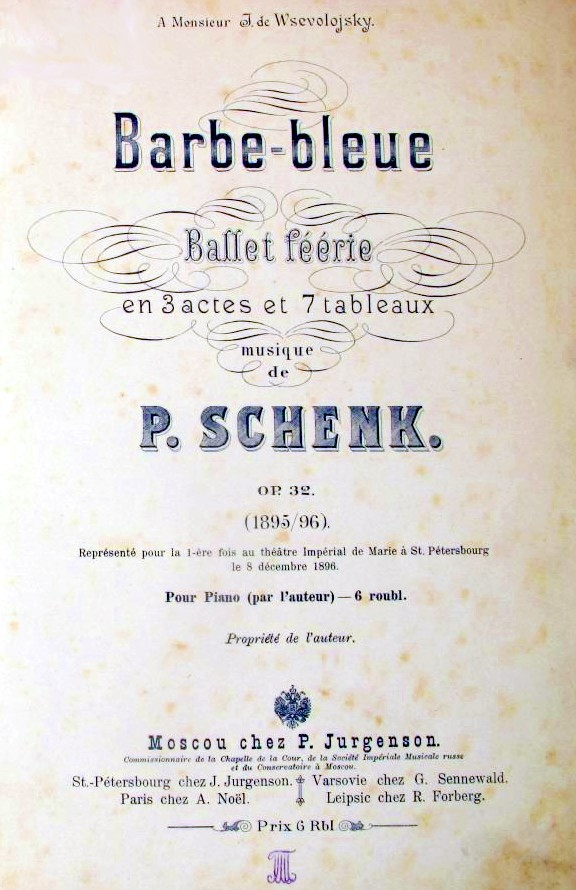
「青髭 (バレエ)（英語版）」シェンク 1896年

#### チャイコフスキーとの関係
1868年に最初の作品を出版したのを皮切りに、ユルゲンソンはほぼ全てのチャイコフスキー作品の出版を手掛けた。チャイコフスキーのキャリア初期には、ユルゲンソンは彼を援助すべく他の作曲家の作品のピアノ編曲、管弦楽編曲、解釈などの委嘱を行った。財政的なリスクを背負ってまでチャイコフスキー作品の出版に熱意を示したユルゲンソンはチャイコフスキーの忠誠を獲得する。1870年以降のチャイコフスキー作品でV. Bessel and Co.やNikolai Bernardといった他の出版社から出されたものはわずかしかない。ユルゲンソンは1880年までにチャイコフスキーの楽曲に関しては世界的な独占販売権を獲得している。協調関係によりユルゲンソンとチャイコフスキーの間には多数の書簡のやり取りが交わされており、チャイコフスキーの創作活動を研究する音楽学者にとって重要な資料となっている。
| バフメチェフ（左）とD.・スターソフ（右） |  | バフメチェフ（左）とD.・スターソフ（右） |
| バフメチェフ（左）とD.・スターソフ（右） |  |                                          |

1878年にチャイコフスキーが聖金口イオアン聖体礼儀を作曲すると、ユルゲンソンは当時ロシア正教の聖歌を管理していた帝室合唱団（現在のサンクトペテルブルク国立アカデミーカペラ）からの干渉を避けるための抜け道を考え、あえて帝室合唱団を無視して、代わりにロシア政府から出版検閲権を与えられていたモスクワの教会検閲委員会による（曲ではなく歌詞など文章の）検閲を通した上で印刷の準備を始めた。
そして、ユルゲンソンはこの楽譜を翌年に出版した。これに気付いた帝室合唱団の音楽監督ニコライ・イヴァノヴィチ・バフメチェフが出版差し止めと書店や購入者からの没収を決定すると、ユルゲンソンはドミトリー・スターソフを弁護士に立てて法廷闘争を開始し、1880年に勝訴した。この一連の出来事により、以降のロシアでは聖歌を自由に作曲・出版できるようになった。

### 1917年のロシア革命
1918年の憲法制定を機に、ユルゲンソンは他の全ての音楽出版社と同様に共産主義政権によって国有化され、国家出版社の一部門となった。同年、ボリス・ペトロヴィチが国家出版社の責任者に就任する。音楽部門は1930年に国家音楽出版社（Государственное музыкальное издательство）と改称され、短くMuzgizと呼ばれた。その後1964年にはMuzikaまたはMuzyka（Музыка）と呼ばれるようになった。

### ソビエト連邦の崩壊
ソビエト連邦の崩壊以後（1990年-1991年）、Muzykaを含む国有企業は新たに強いられるようになった切り詰められた予算に喘いでいた。Muzykaは複数の地域における実質的な独占状態と主導的立場を失ってしまう。2006年にロシア連邦の所有となるものの、政府は年内の民営化を計画していた。Muzykaの再建戦略は教育的書籍に集中して実行されることになった。

### 新しいユルゲンソン
2004年、Muzykaの代行取締役であったMark A. Zilberquitが、新たに結成されたP.ユルゲンソン音楽出版社をロシアの企業として登録する動きを取りまとめた。この時、創業者のひ孫でありユルゲンソン慈善基金の代表であったボリス・ユルゲンソンが力添えを行った。新生ユルゲンソンは元のユルゲンソンが有していたMuzykaの資産を継承していない。